# Ido

O ido é uma língua auxiliar, possivelmente a segunda língua construída mais usada do mundo atrás do esperanto, com o qual tem uma grande diferença no número de falantes. É uma versão restaurada do esperanto (idioma criado por L. L. Zamenhof) que em 1907 foi oficialmente escolhida pela Délégation pour l'Adoption d'une Langue Auxiliaire Internationale (Delegação para a Adoção de uma Língua Auxiliar Internacional) como o melhor projeto de língua internacional de todos os propostos até meados do século XX.
Foi considerada uma língua morta por uns anos, até que, pelo advento da Internet, a língua começou a renascer.
Diversas obras literárias foram publicadas e traduzidas para Ido, incluindo O Pequeno Príncipe, o Evangelho Segundo São Lucas, Pinóquio, Romeu e Julieta e O Guardador de Rebanhos. A partir do ano 2000, estima-se que havia aproximadamente de 100 a 200 falantes de ido no mundo.

## Introdução
O ido apareceu pela primeira vez em 1907 como resultado de um desejo de reformar as falhas constatadas no esperanto, que seus defensores acreditavam ser um obstáculo na sua propagação como uma língua fácil de aprender. Muitos outros projetos de reforma apareceu depois do Ido, como por exemplo, o Novial mas caíram no esquecimento. Atualmente, o Ido, junto com o esperanto e Interlingua, são as únicas línguas auxiliares com algum peso na literatura e com uma base relativamente grande de falantes. O nome do idioma tem sua origem em I.D.O., acrônimo de Idiomo di Omni (idioma de todos) ou no sufixo  '-ido' da palavra esperantido, que literalmente significa “descendente do esperanto”.
O ido usa as vinte e seis letras latinas utilizadas no alfabeto latino, sem sinais diacríticos. Sem deixar de ser simples e regular gramaticalmente falando, Ido assemelha-se as línguas românicas na aparência e à primeira vista. É, por vezes, confundido com o italiano ou espanhol. O ido é amplamente acessível aos falantes de esperanto, embora haja algumas diferenças na formação de gramática, vocabulário e algumas palavras de função gramatical diferente, ido é mais do que um projeto de reforma, é uma língua independente. Após o início, ganhou amplo apoio da comunidade esperantista que queria reformas no esperanto (estimativas falam de cerca de 20%). Mas desde então, com a morte repentina de um dos seus autores (Louis Couturat em 1914) o surgimento de dissidências com outras reformas, bem como a ignorância do Ido, era um candidato a língua internacional enfraquecido. O movimento idista não foi ativo até o surgimento da Internet, quando começou a recuperar a sua dinâmica anterior.

## História

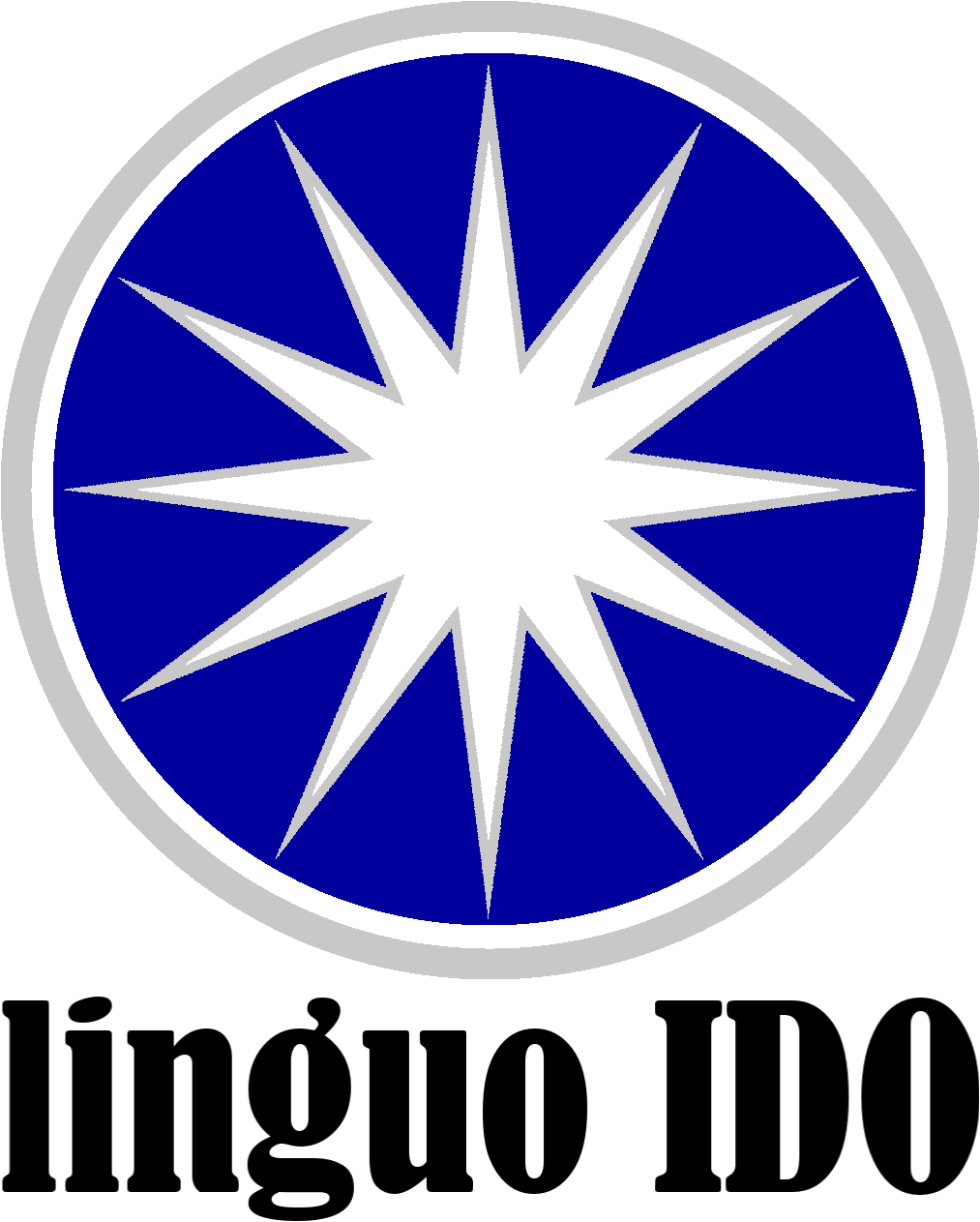
Logo da língua Ido

A ideia de uma segunda língua universal não é nova, e línguas artificiais não são um fenômeno recente. A primeira língua construída conhecida foi a Lingua Ignota, criada no século XII. Mas a ideia não cativou até o idioma Volapük ter sido criado em 1879. O Volapük foi muito popular durante algum tempo e aparentemente teve alguns milhares de usuários, mas foi posteriormente eclipsado pela popularidade do esperanto, que surgiu em 1887. Várias outras línguas, como Latino sine flexione e Idiom Neutral também tinham sido apresentadas. Foi nessa época que o matemático francês Louis Couturat formou a Delegação para a Adoção de uma Língua Auxiliar Internacional.

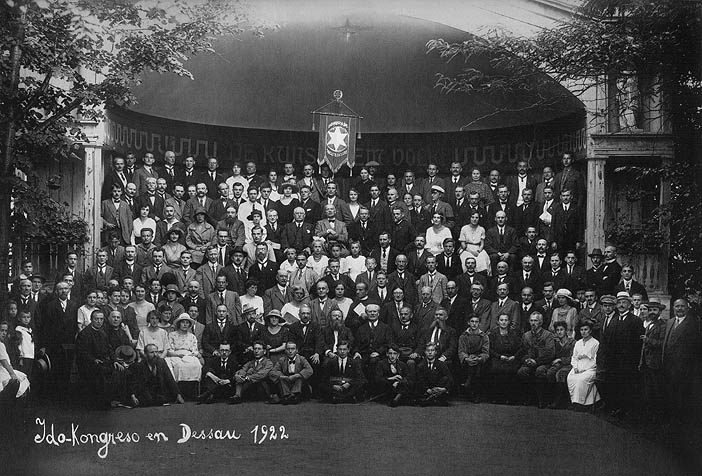
Foto do Congresso Internacional de Ido em Dessau, Alemanha em 1922.

Esta delegação fez um pedido formal à International Association of Academies (Associação Internacional das Academias) em Viena para selecionar e aprovar uma língua internacional; o pedido foi rejeitado maio de 1907. Da Delegação reuniu-se então como um comitê em Paris em outubro de 1907 para discutir a adoção de uma língua padrão internacional. O comitê concluiu que não havia nenhuma língua que atendia as expectativas, mas que o esperanto podia ser o mais aceito, devido à uma série de elementos que faziam dele uma língua aceitável, com algumas condições

### A comunidade atual de falantes
A grande maioria dos falantes de ido conheceu o esperanto primeiro, então o percentual de idistas que sabem esperanto é muito maior do que o contrário. O maior número de concentração de falantes estão na Alemanha, França e Espanha, mas na verdade pode-se encontrar os fãs desta língua em quase 30 países dos cinco continentes, segundo a lista de pessoas que representam as organizações de ido em seus países que aparece atualizada em cada edição do órgão oficial da organização mundial idista.
Por se tratar de uma língua artificial, é extremamente difícil saber o número exato de falantes. Porém, estima-se que possa haver de 100 a 200 e a Internet tem permitido um renovado interesse nos últimos anos. Em comparação, o esperanto tem, pelo menos, centenas de milhares. O psicólogo aposentado Sidney S. Culbert, que liderou um estudo global, estimou que o número de falantes chega aos 2 milhões, mas muitos esperantistas não acreditam que este número seja real e é um pouco exagerado.
Agora, é imprescindível distinguir o números de falantes de ido, com o número de seguidores ou simpatizantes do idioma. Muitos esperantistas procuram aprender o ido mais como curiosidade, preferindo apoiar o movimento esperantista, por ser mais conhecido. É possível encontrar pela Internet fóruns trilingues Ido-Esperanto-Língua Mãe, em que diferentes interlocutores se comunicam quase sem problemas.

## Vocabulário
O vocabulário do ido baseia-se em línguas indo-europeias. Durante a sua criação, as primeiras cinco mil raízes do ido foram analisadas e comparadas com o vocabulário inglês, francês, espanhol, alemão, russo e italiano e os resultados foram os seguintes:
- 2024 raízes, 38%, pertencem a 6 idiomas
- 942 raízes, 17%, pertencem a 5 idiomas
- 1111 raízes, 21%, pertencem a 4 idiomas
- 585 raízes, 11%, pertencem a 3 idiomas
- 454 raízes, 8%, pertencem a 2 idiomas
- 255 raízes, 5%, pertence a 1 idioma
  - total 5371 100%

Além disso, uma comparação do vocabulário das seis línguas do ido acima mostra os seguintes percentuais de similaridade:
- francês 4880 - 91%
- italiano 4454 - 83%
- espanhol 4237 - 79%
- inglês 4219 - 79%
- alemão 3302 - 61%
- russo 2821 - 52%

Isso faz com que o ido algumas vezes seja confundido a primeira vista com francês, italiano ou espanhol.
A tabela seguinte compara algumas palavras de ido com as línguas em que se fez referência acima. Pode-se notar a grande semelhança em alguns casos:
| Ido     | Italiano           | Inglês            | Francês | Alemão               | Russo       | Espanhol    | Português | Esperanto |
| ------- | ------------------ | ----------------- | ------- | -------------------- | ----------- | ----------- | --------- | --------- |
| bona    | buono              | good ("bonus")    | bon     | gut ("bonus")        | dobriy      | bueno       | bom/boa   | bona      |
| donar   | dare ("donare")    | give ("donor")    | donner  | geben                | darit       | dar / donar | doar      | doni      |
| filtrar | filtrare           | filter            | filtrer | filtern              | filtrovat   | filtrar     | filtrar   | filtri    |
| gardeno | giardino           | garden            | jardín  | Garten               | ogorod      | jardín      | jardim    | ĝardeno   |
| kavalo  | cavallo            | horse ("cavalry") | cheval  | Pferd ("kavallerie") | kon         | caballo     | cavalo    | ĉevalo    |
| maro    | mare               | sea ("marine")    | mer     | Meer                 | more        | mar         | mar       | maro      |
| naciono | nazione            | nation            | nation  | Nation               | narod       | nación      | nação     | nacio     |
| studiar | studiare           | study             | étudier | studieren            | shtudirovat | estudiar    | estudar   | studi     |
| yuna    | giovane ("junior") | young             | jeune   | jung                 | yuniy       | joven       | jovem     | juna      |

O vocabulário do ido é expandido com o acréscimo de prefixos e sufixos nas palavras existentes. Isto pode assumir e modificar palavras existentes para criar um neologismo e é entendido por toda a comunidade, sem ter que ser previamente explicado pelo seu criador.

## Sistema de numeração
| Indo-arábico | Ido  | Indo-arábico | Ido        | Indo-arábico | Ido      |
| ------------ | ---- | ------------ | ---------- | ------------ | -------- |
| 0            | zero | 10           | dek        | 20           | duadek   |
| 1            | un   | 11           | dek-e-un   | 30           | triadek  |
| 2            | du   | 12           | dek-e-du   | 40           | quaradek |
| 3            | tri  | 13           | dek-e-tri  | 50           | kinadek  |
| 4            | quar | 14           | dek-e-quar | 60           | sisadek  |
| 5            | kin  | 15           | dek-e-kin  | 70           | sepadek  |
| 6            | sis  | 16           | dek-e-sis  | 80           | okadek   |
| 7            | sep  | 17           | dek-e-sep  | 90           | nonadek  |
| 8            | ok   | 18           | dek-e-ok   |              |          |
| 9            | non  | 19           | dek-e-non  |              |          |

Grupos de números grandes em ido
| Indo-arábico | cento (conjunto de 100) | milhar (conjunto de 1.000) | milhão (conjunto de 1.000.000) | bilhão(conjunto de 1.000.000.000) | trilhão (conjunto de 1.000.000.000.000) |
| Ido          | cent                    | mil                        | milion                         | miliardo                          | miliono                                 |

Notas:
- As centenas formam-se prefixando a palavra para cem (cent) com o seu algarismo multiplicador, seguido pela letra a, à exceção de cem mesmo: cent [100], duacent [200], triacent [300], quaracent [400], kinacent [500], sisacent [600], sepacent [700], okacent [800] e nonacent [900].
- Os milhares formam-se como as centenas, isto é prefixando a palavra para mil (mil) com o seu algarismo multiplicador, seguido pela letra a, à exceção de mil mesmo: mil [1.000], duamil [2.000], triamil [3.000], quaramil [4.000], kinamil [5 000], sisamil [6.000], sepamil [7.000], okamil [800] e nonamil [9.000]. Os múltiplos de mil maiores formam-se da mesma maneira (exemplo: dekamil [10.000], centamil [100.000]).
- Os nomes de escala seguem o princípio da escala numérica longa, na qual cada número maior do que um milhão é um milhão de vezes maior do que o seu antecessor, alternando os sufixos -ion e -ardo: un milion [1 milhão] (106), un miliardo [mil milhões] (109), un biliono [1 trilhão] (1012).

| Exemplos de números em ido e em português | Exemplos de números em ido e em português                                                  | Exemplos de números em ido e em português                                                    |
| Indo-arábico                              | Ido                                                                                        | Português                                                                                    |
| ----------------------------------------- | ------------------------------------------------------------------------------------------ | -------------------------------------------------------------------------------------------- |
| 120                                       | cent e duadek                                                                              | cento e vinte                                                                                |
| 365                                       | triacent e sisadek-e-kin                                                                   | trezentos e sessenta e cinco                                                                 |
| 4.307                                     | quaramil e triacent e sep                                                                  | quatro mil trezentos e sete                                                                  |
| 1.054.571.818                             | un miliardo e kinadek-e-quarmilion e kinacent e sepadek-e-mil e okacent e dek-e-ok         | um bilhão cinquenta e quatro milhões quinhentos e setenta e um mil oitocentos e dezoito      |
| 6.207.814.953                             | sisun miliardo e duacent e sepmilion e okacent e dek-e-quaramil e nonacent e kinadek-e-tri | seis bilhões duzentos e sete milhões oitocentos e quatorze mil novecentos e cinquenta e três |

## Exemplos do uso da língua ido

### Declaração Universal dos Direitos Humanos
Art. 1º da Declaração Universal dos Direitos Humanos (Universal Deklaro di Homal Yuri, em ido)

Omna homi naskas libera ed egala relate digneso e yuri. Li es dotita per raciono e koncienco e devas agar vers l'una l'altra en spirito di frateso.
Todos os seres humanos nascem livres e iguais em dignidade e em direitos. Dotados de razão e de consciência, devem agir uns para com os outros em espírito de fraternidade.

### La Princeto
Capítulo 17 de O Pequeno Príncipe; a conversa entre o príncipe e a serpente em sua chegada à Terra. O título da versão em ido é La Princeto.

CHAPITRO XVII
(...)
—Bona nokto ! — dicis la surprizata princeto.
—Bona nokto ! — dicis la serpento.
—Adsur qua planeto me falis ? — questionis la princeto —.
—Adsur Tero, sur Afrika. — respondis la serpento —.
—Ha !... Kad esas nulu sur Tero ?
—To esas la dezerto, e nulu esas sur la dezerti. Tero esas tre granda —dicis la serpento —.
La princeto sideskis sur stono e levis lua okuli a la cielo.
—Me questionas a me — lu dicis — ka la steli intence brilas por ke uladie singlu povez trovar sua stelo. Videz mea planeto, olu esas exakte super ni... ma tre fore !
—Olu esas bela planeto — dicis la serpento —. Por quo vu venis adhike ?
—Esas chagreneto inter floro e me — dicis la princeto.
—Ha ! — dicis la serpento.
E la du permanis silence.
— Ube esas la personi ? — klamis fine la princeto —. Onu esas kelke sola sur la dezerto...
— Inter la personi onu anke esas sola — dicis la serpento.
La princeto regardis la serpento longatempe.
—Vu esas stranja animalo ! — dicis la princeto —. Vu esas tam tenua kam fingro...
—Yes, ma me esas plu potenta kam fingro di rejo — dicis la serpento —.
La princeto ridetis.
—Me ne kredas ke vu esas tre potenta, mem vu ne havas pedi... nek vu povas voyajar...
—Me povas transportar vu plu fore kam navo — dicis la serpento —.
Ed olu spulis la maleolo di la princeto, same kam ora braceleto.
—Ta quan me tushas retroiras a la tero deube lu venis. Ma vu esas pura e vu venas de stelo...
La princeto nulon respondis.
—Me kompatas vu, qua esas tante sola sur ta harda granita Tero. Me povas helpar vu se vu sentas nostalgio a vua planeto. Me povas...
—Ho ! — dicis la princeto —. Me bone komprenis, ma pro quo vu sempre parolas enigmatoze ?
—Me solvas omna enigmati — dicis la serpento —.
E la du permanis silence.

### Mea vido-cirklo (horizonto)
Tradução da música do poeta russo Alexandr Sukhanov, Yunna Morits.

Me nule savas la Angla, la Franca, la Greka,
Mea vid-cirklo do restas sat mikra e streta -
En mea vid-cirklo trovesas nur flori, arbori,
Nur tero e maro, aero, fairo, amoro.
Me nule savas la Dana e la Portugala,
Mea vid-cirklo restas sat infantala -
Nur joyi rapide pasant', bruligiva aflikto,
Nur esperi, e timi noktal' es en mea vid-cirklo.
Me savas nek la Sanskrito e nek la Latina,
Mea vid-cirklo es ancien-mod' quale tino
Nur morto e nasko homala, nur grani ed astri
Aden mea vid-cirklo penetras e standas sat mastre.
Mea savo artala esas fakultativa.
Mea vid-cirklo restas presk' primitiva -
En olu es nia afero intima, interna
Por ke kun homaro la Tero flugadez eterne.
Mea vid-cirklon restriktas nur timi, esperi,
En olu trovesas nur amo, nur maro e tero.
Aden mea vid-cirklo penetras e standas sat mastre
Nur morto e nasko homala, nur grani ed astri.

### Pai-Nosso
Patro nia, qua esas en la cielo,
tua nomo santigesez;
tua regno advenez;
tua volo facesez quale en la cielo
tale anke sur la tero.
Donez a ni cadie l'omnadiala pano,
e pardonez a ni nia ofensi,
quale anke ni pardonas a nia ofensanti,
e ne duktez ni aden la tento,
ma liberigez ni del malajo.

## Literatura e publicações
O ido tem algumas publicações de assinatura ou que podem ser baixadas da Internet gratuitamente na maioria dos casos. Quase todos os itens publicações atende os mais variados assuntos, e algumas páginas dedicadas à situação em que o movimento se encontra, bem como notícias relacionadas. Kuriero Internaciona é uma revista feita na França por mês. Adavane! é outra publicação editada a cada dois meses na Espanha pela Sociedad Española de Ido contendo uma série de artigos de interesse geral e sobre uma dúzia de páginas de livros traduzidos de outras línguas. Progreso é um órgão oficial do Movimento e sua voz oficial desde 1908.
A literatura atual em ido é muito pobre e apenas alguns livros são publicados a cada ano com poucas páginas. Há poucos leitores, escritores e tradutores, mas é esperado um aumento, embora um pouco lento, também pode crescer literatura em Ido.

## Convenções Internacionais
- 2012: Dessau, Alemanha (Informações)
- 2011: Echternach, Luxemburgo (Informações)
- 2010: Tübingen, Alemanha (Informações)
- 2009: Tallin, Estónia (Informações)
- 2008: Wuppertal-Neviges, Alemanha, participantes de 5 países (Informações)
- 2007: Paris, França, 14 participantes de 9 países (Informações,  Fotografias)
- 2006: Berlim, Alemanha; aproximadamente 25 participantes de 10 países (Raporto)
- 2005: Toulouse, França, 13 participantes de 4 países (Información)
- 2004: Kiev, Ucrânia, 17 participantes de 9 países (Información)
- 2003: Großbothen, Alemanha, participantes de 6 países (Informações)
- 2002: Cracóvia, Polónia, 14 participantes de 6 países (Raporto)
- 2001: Nuremberg, Alemanha, 14 participantes de 5 países (Informações)
- 1998: Białobrzegi, Polónia, 15 participantes de 6 países
- 1997: Bakkum (mun. Castricum), Países Baixos, 19 participantes de 7 países
- 1995: Elsnigk, Alemanha
- 1991: Ostend, Bélgica, 21 participantes
- 1980: Namur, Bélgica, 35 participantes
- 1960: Zurique, Suíça, ca. 50 participantes